# Will Keen
William Walter Maurice Keen (Oxford, 4 de marzo de 1970) es un actor británico. Ha trabajado en teatro y televisión tanto en Gran Bretaña como en España. Anteriormente fue fideicomisario del Premio James Menzies Kitchin, un premio creado para directores de teatro jóvenes en memoria del director con quien Keen colaboró al principio de su carrera.

## Biografía
Keen nació en Oxford, es hijo de Charles William Lyle Keen y Lady Priscilla Mary Rose Curzon, hija de Edward Curzon, sexto conde de Howe. Sus hermanas son la poeta Alice Oswald y Laura Beatty. Estudió en Eton College y tiene un título de primera clase en literatura inglesa de la Universidad de Oxford.

## Carrera
Algunos de sus créditos teatrales británicos notables incluyen Ghosts , Waste , Tom y Viv , Five Gold Rings (estrenado en el Almeida Theatre ), Huis Clos (estrenado en el Trafalgar Studios), Macbeth , The Changeling (estrenada en el Cheek By Jowl, Barbican y en giras internacionales), The Arsonists (estrenado en el Royal Court Theatre), El beso de la mujer araña (estrenado en el Donmar Warehouse ), El beso de Rubenstein (estrenado en el Hampstead Theatre ), Hysteria, Don Juan , Man and Superman (estrenado en el Theatre Royal en la ciudad de Bath), Pericles , El príncipe de Hamburgo (estrenado en el Lyric Hammersmith ), La duquesa de Malfi, La costa de la utopía, Mary Stuart, Hove (estrenado en el Teatro Nacional), Los dos parientes nobles, La tempestad, El cuento de invierno, en la ópera Dido Reina de Cartago (estrenado en el teatro El globo de Shakespeare), La gaviota, La risa presente, La tempestad (estrenado en el Teatro de West Yorkshire ) y Quartermaine's Terms , A Midsummer Night's Dream y Elton John's Glasses (en West End).
Sus créditos televisivos incluyen Wolf Hall, The Musketeers, Midsomer Murders, Silk , Sherlock , The Impressionists, Wired, Casualty, Elizabeth I, New Tricks, Titanic, Foyle's War, El Color de la Magia y The Refugees. Sus créditos cinematográficos incluyen Nine Lives of Tomas Katz y Love and Other Disasters. En el 2016, interpretó al antiguo secretario privado de la reina Isabel, Michael Adeane, en la serie de Netflix The Crown protagonizada por Claire Foy como la reina. En el 2019 apareció en la serie de televisión de la BBC His Dark Materials (basada en la trilogía de libros de Philip Pullman) como el personaje antagonista Padre MacPhail, y actuando junto con su hija Dafne; también interpretó al presidente ruso Vladímir Putin en la historia del oligarca ruso Boris Berezovski
En España ha realizado obras de teatro en español, Traición y Cuento de Invierno, además de dirigir Hamlet y Romeo y Julieta . En el ámbito musical, grabó las "Siete escenas de Hamlet" del compositor español Benet Casablancas , en colaboración con la Orquesta de la Comunidad de Madrid, dirigida por José Ramón Encinar.

## Vida personal
Estuvo casado con la actriz, directora de teatro y escritora española María Fernández Ache con quien tiene una hija, Dafne Keen Fernández, quien también es actriz. Will Keen y María Fernández Ache se divorciaron en el año 2023.